# Aurel Bulgariu
Aurel Bulgariu (n. 13 iulie 1934, Sighișoara, Mureș, România – d. 25 martie 1995) a fost un handbalist român, dublu campion mondial, care a jucat pe postul de inter.
După ce a activat la echipele Flamura Roșie și Locomotiva Sighișoara (1951-1954), s-a transferat la C.C.A. Steaua București, echipă cu care a câștigat cel puțin un campionat național.
După retragerea din activitatea de jucător, a fost antrenor al echipelor naționale ale Egiptului, Tunisiei și Marocului.
Este cetățean de onoare al orașului Sighișoara.
A fost recompensat cu titlul de Maestru Emerit al Sportului în 1961.
Un trofeu de golgheter a fost numit în cinstea sa.
O sală de sport din orașul său natal îi poartă numele.